# Karaoke

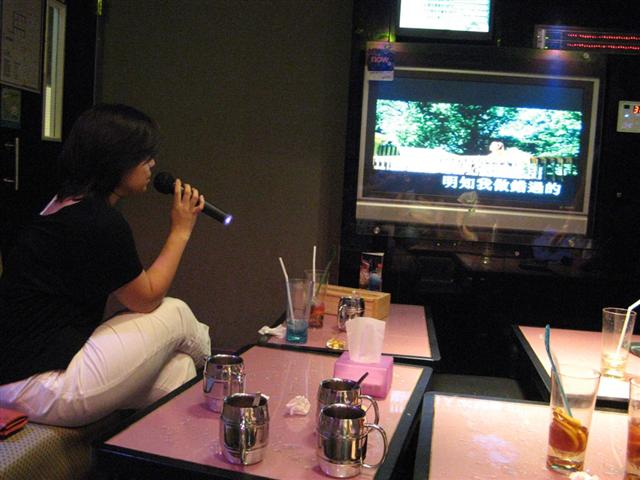
Người hát karaoke tại Hồng Kông vào năm 2011

Karaoke  (カラオケⓘ Hepburn: Karaoke) là một hình thức giải trí bằng cách đệm nhạc theo lời bài hát trên màn hình. Từ karaoke có gốc từ 空 kara (không, cũng như trong môn võ karate - từ kara có nghĩa là không) và oke オーケストラ (ōkesutora có nghĩa là "dàn nhạc", có gốc từ tiếng Anh orchestra) trong tiếng Nhật. Thông thường một bài hát được ghi âm bao gồm người hát và nhạc đệm. Thay vì bài hát có cả nhạc đệm và xướng âm, các video karaoke có nhạc của bài hát. Phần xướng âm sẽ được người tham gia hát trực tiếp (và không phải là chuyên nghiệp), người sẽ cầm microphone hát theo những dòng chữ lời bài hát hiện trên màn hình trên nền nhạc giai điệu của bài hát.

## Lịch sử

Đầu karaoke

- Nguồn gốc của karaoke ở Nhật Bản không thể tách rời khỏi các quán bar chơi piano và guitar truyền thống vốn là địa điểm giải trí chủ yếu của các doanh nhân Nhật từ nhiều năm về trước. Karaoke do ông Inoue Daisuke người Nhật phát minh vào năm 1971, khi ông 31 tuổi. Lúc ấy Inoue là một người chơi keyboard trong một câu lạc bộ.

Karaoke lần đầu tiên được biết đến tại một quầy bar ở thành phố Kobe của Nhật Bản. Tại Nhật Bản thời đó, hình thức giải trí âm nhạc đã khá phổ biến trong những buổi tiệc. Theo như một câu chuyện được kể lại rằng, tại một quán bar, trong một buổi biểu diễn, khi cây ghi ta không đến chơi được vì bị ốm, người chủ cửa hàng đã chuẩn bị những bǎng nhạc thu thanh sẵn và ca sĩ lại hát theo bǎng. Hình thức này đã được nhiều khách hưởng ứng và thậm chí họ cũng muốn thử hát. Nhận thấy đó là một thị trường đầy tiềm năng, chủ cửa hàng đã cho sản xuất những máy karaoke được đặt tại các cửa hàng, các khách sạn, và được ghi sẵn nhiều bài hát. Karaoke sẽ tiếp tục có những bước tiến xa hơn trong cả hai phát triển công nghệ và phổ biến. Ngày nay karaoke đã phổ biến hầu như khắp thế giới. Năm 2004, Inoue được trao giải Ig Nobel về hòa bình do phát minh của mình.
- Người phát minh karaoke không đăng ký bản quyền.

## Xu hướng mới đến từ Tây Nhật Bản
Có một câu nói ở Nhật Bản rằng "xu hướng mới đến từ phương Tây của Nhật Bản". Siêu thị và phòng tắm hơi đầu tiên của Nhật Bản đã được thành lập tại khu vực Kansai, và Kansai đã liên tục tạo ra các doanh nghiệp độc đáo và các sản phẩm như một mì ăn liền hoặc cửa bán vé tự động. Đặc biệt trong số các thành phố trong khu vực Kansai, Kobe có bầu không khí đô thị đầu tiên.
Có một câu nói rằng "thời trang đến từ Kobe". Người ta nói rằng thời trang của phụ nữ trẻ được công nhận đầu tiên tại Kobe và trở nên phổ biến ở Tokyo sau đó.
Kể từ cảng Kobe được mở cửa cho thương mại quốc tế trong năm 1868, vào đêm trước của Minh Trị Duy tân, Kobe đã dẫn đường hướng đến giao lưu quốc tế, và thu hút nhiều người nước ngoài đến đây sinh sống và làm việc. Khu dân cư kiểu phương Tây, trong đó người nước ngoài sử dụng để sống là nằm ở Kitano-cho, nơi một lễ hội nhạc jazz được tổ chức hàng năm, cho thấy Kobe là một thánh địa cho người hâm mộ nhạc jazz. Ngoài ra, nhiều người nước ngoài tham gia "Liên hoan Kobe", được biết đến với cuộc diễu hành của mình sinh động với nhịp điệu samba và khiêu vũ. như vậy khuynh hướng âm nhạc có thể nằm đằng sau sự ra đời của karaoke.

## Công nghệ đổi mới sáng tạo và dàn karaoke
Mặc dù karaoke là lần đầu tiên một giải trí chủ yếu cho những người kinh doanh, nó đã phát triển được một giải trí trên toàn quốc, nhờ sự phát triển công nghệ và kinh doanh mới được gọi là "dàn karaoke".
Ban đầu trong hình thức của băng đệm một bài hát nổi tiếng, karaoke tiến hóa để các đĩa nhỏ gọn, có thể xác định vị trí bắt đầu của một bài hát ngay lập tức. Sự phát triển này cũng có thể tăng cường cảnh video để tạo ra một bầu không khí thích hợp cho mỗi bài hát được thực hiện, hiển thị trên một màn hình TV cùng với các từ.
Sử dụng đổi mới công nghệ như đĩa video, đĩa laser, và CD-G, karaoke đã phát triển được một ngành công nghiệp giải trí lớn. Bộ gia đình sử dụng karaoke cũng đã trở nên phổ biến, làm cho vui chơi giải trí trước đây là hạn chế đến tối các điểm có thể có trong nhà.
Tuy nhiên, có một trở ngại cho mục tiêu này của doanh nghiệp: vì hầu hết các ngôi nhà Nhật Bản đứng gần nhau và vẫn đang được xây dựng bằng gỗ, cách âm kém, nó sẽ rất khó chịu của những người hàng xóm hát vào micro vào ban đêm.
Nắm bắt khi cơ hội được tạo ra bởi vấn đề này, các nhà doanh nghiệp tạo ra các dàn karaoke, một cơ sở bên đường có chứa đóng cửa phòng cách nhiệt cho ca hát. Chúng được quảng cáo như là một nơi mà bạn có thể hát với nội dung trái tim của bạn. Dàn karaoke đầu tiên xuất hiện vào năm 1984 tại một cánh đồng lúa ở vùng nông thôn của tỉnh Okayama, phía Tây của khu vực Kansai (nay là Kinki). Nó được xây dựng từ một chiếc xe vận tải hàng hóa chuyển đổi.
Kể từ đó, các dàn karaoke được xây dựng trên cơ sở trống khắp Nhật Bản, và trong các khu vực đô thị, phòng karaoke, trong đó bao gồm các khoang được thực hiện bởi phòng phân vùng và cách âm trong một tòa nhà, đã được giới thiệu và thiết lập một.
Như các cơ sở này đã được thành lập chủ yếu để cung cấp chỗ để vui chơi ca hát, họ đã trở thành phổ biến rộng rãi trong tất cả các lĩnh vực dân số - lao động nữ văn phòng, bà nội trợ, sinh viên đại học, và thậm chí cả học sinh trung học.
Từ dàn karaoke được cơ sở đóng cửa, họ đã trở thành một đối tượng của công chúng quan tâm như nơi trú ẩn tiềm năng cho những hành động xấu trong giới trẻ. Mặt khác, tuy nhiên, vì không phải một vài gia đình thích hát với nhau trong dàn karaoke.
Dàn karaoke cũng đóng một vai trò như là một nơi để giao tiếp trong gia đình qua việc ca hát. Điều này là rất quan trọng tại một thời điểm khi khoảng cách thế hệ và sự tan vỡ gia đình là một mối quan tâm trên toàn quốc.
Làm thế nào, sự bùng nổ karaoke đã lan rộng ra nước ngoài, được hưởng không chỉ ở Hàn Quốc và Trung Quốc mà còn ở khu vực Đông Nam Á, Mỹ và châu Âu. Kể từ khi hát karaoke sẽ hiển thị những từ và những cảnh của một bài hát trên một màn hình, nó cũng đã được thu hút sự chú ý của các nước đang cố gắng để cải thiện tỷ lệ biết chữ của họ, như là một công cụ giáo dục tốt.
Với công nghệ ngày càng phát triển, để phục vụ tốt hơn cho nhu cầu của mọi người thì micro karaoke không dây ra đời. Micro không dây là loại micro karaoke không có dây cáp kết nối trực tiếp từ micro đến âm ly, mixer, thiết bị thu âm thanh. Loại mic này còn có tên gọi là micro vô tuyến. Với các tần số hoạt động UHF hoặc VHF, loại mic này hoạt động hoàn toàn dựa trên bộ phận truyền tải vô tuyến. Bộ phận này chạy bằng năng lượng pin và được gắn bên trong thân mic. Do đó, thiết bị này rất linh hoạt di chuyển trong một phạm vi nhất định mà vẫn có thể truyền tải âm thanh tốt.

## Kỷ lục Karaoke
- Phần Lan phá kỷ lục thế giới về số người cùng hát karaoke 1 lần với hơn 80 ngàn người cùng hát"Hard Rock Hallelujah"vào ngày 26 tháng 5 năm 2006 tại Helsinki sau khi ban nhạc Lordi thắng giải Eurovision Song Contest.[1]
- Hungary đã giữ kỷ lục về thời gian hát karaoke lâu nhất với thời gian 1011 giờ 1 phút, trong khoảng thời gian từ 20 tháng 7 năm 2011 đến 31 tháng 8 năm 2011. Mỗi bài hát có ít nhất 3 phút và ngăn cách giữa 2 bài không quá 30 giây. Không có bài nào lặp lại trong 2 giờ.